# Heteroseksizam
Heteroseksizam je sustav stavova, pristranosti i diskriminacije u korist seksualnosti i odnosa suprotnog spola. Može uključivati pretpostavku da su drugi ljudi heteroseksualni ili da su privlačnosti i odnosi suprotnog spola jedina norma i stoga superiorni.
Iako je heteroseksizam u internetskim izdanjima American Heritage Dictionary of the English Language i Merriam-Webster Collegiate Dictionary definiran kao anti-homoseksualna diskriminacija ili predrasuda "od strane heteroseksualnih ljudi" odnosno "od strane heteroseksualnih osoba", ljudi bilo koje seksualne orijentacije mogu imati takve stavove i pristranost i mogu činiti dio internalizirane mržnje prema nečijoj seksualnoj orijentaciji. 
Heteroseksizam kao diskriminacija svrstava homoseksualce, lezbijke, biseksualce i druge seksualne manjine u drugorazredne građane s obzirom na različita zakonska i građanska prava, ekonomske mogućnosti i socijalnu jednakost u mnogim svjetskim jurisdikcijama i društvima. Često je povezano s homofobijom. 

## Pozadina
Iako Merriam-Webster Collegiate Dictionary napominje da je pojam heteroseksizam prvi put korišten 1972. godine, taj je pojam 1971. prvi put objavio aktivist za homoseksualna prava Craig Rodwell.

### Etimologija i upotreba
Slični pojmovi uključuju "heterocentrizam" i "heteroseksualizam". Iako se dobro utvrđeni pojam heteroseksizam često objašnjava kao kovanica po uzoru na seksizam, izvođenje njegovog značenja više upućuje na (1.) heteroseks ( ualni ) + -izam nego (2.) hetero- + seksizam. Zapravo se riječ heteroseksualizam koristila kao ekvivalent seksizmu i rasizmu.
S obzirom na nedostatak semantičke transparentnosti, istraživači, terenski radnici, kritički teoretičari i LGBT aktivisti predložili su i koristiti pojmove kao što su institucionalizirana homofobija, državno-sponzorirana homofobija, seksualne predrasude, anti-gay fanatizam, heteroseksualne privilegije, heteroseksualni um (zbirka eseja francuskog pisca Monique Wittig), heteroseksualna pristranost, obvezna heteroseksualnost ili mnogo manje poznati izrazi heterocentrizam, homonegativnoat, i od rodne teorije i queer teorije, heteronormativnost. Međutim, nisu svi ovi deskriptori sinonimi za heteroseksizam.